# Peucedanum stuhlmannii
Peucedanum stuhlmannii är en flockblommig växtart som beskrevs av Carl Georg Oscar Drude. Peucedanum stuhlmannii ingår i släktet siljor, och familjen flockblommiga växter. Inga underarter finns listade i Catalogue of Life.